# Chernomorski (Krymsk, Krasnodar)
Chernomorski (del ruso: Черноморский) es un jútor del raión de Krymsk del krai de Krasnodar, en Rusia. Está situado a los pies de las estribaciones septentrionales del Cáucaso occidental, a orillas del embalse Varnavinskoye sobre el Adagum, de la cuenca del Kubán, 9 km al norte de Krymsk y 78 km al oeste de Krasnodar. Tenía 500 habitantes en 2010
Pertenece al municipio Yúzhnoye.